# Ajuste fino del universo
En física, la noción de ajuste fino (en inglés: fine tuning) se refiere a la situación en la que un cierto número de parámetros deben tener un valor muy preciso para poder explicar tal o cual fenómeno observado.
En cosmología, el ajuste fino del universo o universo [bien] afinado es la proposición de que las condiciones que permiten la vida en el universo solo pueden ocurrir cuando ciertas constantes fundamentales se encuentran en un rango muy estrecho de valores, de modo que si alguna de esas constantes fuera ligeramente diferente, el universo probablemente no sería propicio para el establecimiento y desarrollo de la materia, de las estructuras astronómicas, de la diversidad elemental o de la vida, tal como se entiende. Por ejemplo, la vida no puede desarrollarse si la constante cosmológica o la energía oscura tuvieran valores demasiado altos, ya que así evitarían el mecanismo de la inestabilidad gravitacional y, en consecuencia, la formación de grandes estructuras. La pequeñez del valor observado de la energía oscura, en comparación con el valor que parece más natural (correspondiente a la densidad de Planck, sea 10122 veces mayor que el valor observado) es un ejemplo de ajuste fino.
Es posible que el recurso a la noción de ajuste fino refleje la dificultad de la ciencia para integrar a la vez la escala de Planck y la escala cósmica. De hecho, sesenta órdenes de magnitud temporales separan el tiempo de Planck, de 10-43 s, y la edad del Universo, de aproximadamente 1017 s, y los modelos teóricos generalmente aceptados al comienzo del siglo XXI son incapaces de incluir tal rango de magnitudes en un esquema unificado. Las propuestas como la del Multiverso resuelven el problema suponiendo que todas las elecciones se "prueban" en diferentes universos. Sin embargo, este ajuste fino puede ser una ilusión: se desconoce el verdadero número final de las constantes físicas independientes; podría reducirse o incluso limitarse a un solo valor. Y tampoco se conocen las leyes de la "fábrica de universos potenciales", es decir, el intervalo y la ley de distribución en que sería necesario "elegir" cada constante (de las cuales, además, nuestra elección de unidad y de las combinaciones son arbitrarias).
La noción de ajuste fino del universo, a menudo utilizada para demostrar el principio antrópico fuerte, es una de las puntas de lanza de los defensores de la tesis espiritualista del diseño inteligente. Se discuten varias explicaciones posibles del ostensible ajuste fino entre filósofos, científicos, teólogos y proponentes y detractores del creacionismo. La observación de un universo finamente ajustado está estrechamente relacionada con, pero no es exactamente sinónimo del principio antrópico, que a menudo se usa como una explicación de la aparente afinación.        

## Historia
En 1913, el químico Lawrence Joseph Henderson (1878-1942) escribió The Fitness of the Environment, uno de los primeros libros que en que se exploraron los conceptos de afinación fina en el universo. Henderson discutía en él la importancia del agua y del medio ambiente con respecto a los seres vivos, señalando que la vida depende completamente de las condiciones ambientales muy específicas sobre la Tierra, especialmente con respecto a la prevalencia y las propiedades del agua.
En 1961, el físico Robert H. Dicke afirmó que ciertas fuerzas en física, como la gravedad y el electromagnetismo, debían estar perfectamente afinadas para que la vida exista en cualquier parte del universo. Fred Hoyle también abogó por un universo afinado en su libro de 1984 Intelligent Universe [Universo inteligente]. Compara «la posibilidad de obtener incluso una única proteína funcional mediante la combinación casual de aminoácidos con un sistema estelar lleno de hombres ciegos que resuelven el cubo de Rubik simultáneamente».
John Gribbin y Martin Rees escribieron una historia detallada y la defensa del argumento del ajuste fino en su libro Cosmic Coincidences (1989). Según Gribbin y Rees, «las condiciones en nuestro Universo realmente parecen ser especialmente adecuadas para las formas de vida como nosotros, y quizás incluso para cualquier forma de complejidad orgánica. Pero la pregunta sigue siendo: ¿está el Universo hecho a medida para el hombre?».

## Premisa
La premisa de la afirmación de un universo ajustado es que un pequeño cambio en varias de las constantes físicas adimensionales haría que el universo fuese radicalmente diferente. Como ha señalado Stephen Hawking, «Las leyes de la ciencia, tal como las conocemos en la actualidad, contienen muchos números fundamentales, como el tamaño de la carga eléctrica del electrón y la proporción de las masas del protón y del electrón... El hecho notable es que los valores de estos números parecen haber sido ajustados muy finamente para hacer posible el desarrollo de la vida».
Si, por ejemplo, la fuerza nuclear fuerte fuera un 2% más fuerte de lo que es (es decir, si la constante de acoplamiento que representa su fuerza fuera un 2% mayor), mientras que las otras constantes se mantuvieron sin cambios, los diprotones serían estables; según el físico Paul Davies, el hidrógeno se fundiría en ellos en lugar de deuterio y helio. Esto alteraría drásticamente la física de las estrellas en Desam, y presumiblemente descartaría la existencia de vida similar a la que se observa en la Tierra. La existencia del diprotón causaría un cortocircuito en la lenta fusión del hidrógeno en deuterio. El hidrógeno se fundiría tan fácilmente que es probable que todo el hidrógeno del universo se consumiese en los primeros minutos después del Big Bang. Este «argumento del diprotón» es discutido por otros físicos, que calculan que siempre que el aumento de la fuerza fuese inferior al 50%, la fusión estelar podría ocurrir a pesar de la existencia de diprotones estables.
La formulación precisa de la idea se ve dificultada por el hecho de que los físicos aún no saben cuántas constantes físicas independientes existen. El actual modelo estándar de la física de partículas tiene 25 parámetros ajustables libremente y la relatividad general tiene un parámetro adicional, la constante cosmológica, que se sabe que no es cero, pero que tiene un valor profundamente pequeño. Sin embargo, debido a que el modelo estándar no es matemáticamente autoconsistente bajo ciertas condiciones (por ejemplo, a energías muy altas, en las que son relevantes tanto la mecánica cuántica como la relatividad general), los físicos creen que debe estar respaldado por alguna otra teoría, como una teoría de la gran unificación, la teoría de cuerdas o la gravedad cuántica de bucles. En algunas teorías candidatas, la cantidad real de constantes físicas independientes puede ser tan pequeña como una. Por ejemplo, la constante cosmológica puede ser una constante fundamental, pero también se han hecho intentos para calcularla a partir de otras constantes, y según el autor de uno de esos cálculos, «el pequeño valor de la constante cosmológica nos está diciendo que existe una relación totalmente inesperada entre todos los parámetros del Modelo Estándar de la física de partículas, la constante cosmológica desnuda y la física desconocida».

## Ejemplos de ajuste fino

### El ajuste de las constantes del universo
Las características del universo en el que nosotros evolucionamos dependen de una quincena de constantes físicas, que en la actual ausencia de un principio unificador, se consideran independientes entre sí. La aparición de supercomputadoras permitió que los astrofísicos modelaran el desarrollo del universo y luego modificaran esas constantes, una por una, o al mismo tiempo, para simular nuevos universos («universo juguete»). El número de universos juguete así obtenidos es casi infinito. Algunas de esas simulaciones han mostrado que casi todos los universos juguete que resultan son estériles. Según esas simulaciones, solo un ajuste hiperfino de las constantes fundamentales permite la aparición del universo estable y viable en el que estamos. Los defensores del principio antrópico se niegan a ver ahí una simple «casualidad feliz», que sería creíble si se tratara solo del ajuste de una única constante, pero imposible en las 15 constantes independientes.
Otras simulaciones, como el programa MonkeyGod de Victor J. Stenger tienen resultados diferentes: sobre 10 000 universos simulados al variar aleatoriamente y simultáneamente varios parámetros físicos, sobre 10 órdenes de magnitud, este programa obtiene el 61% de universos en los que la duración de las estrellas y su composición permiten la aparición de la vida. Según Stenger, estos resultados diferentes se deben al hecho de que las simulaciones que conducen a la conclusión de un ajuste fino varían cada parámetro uno a uno dejando fijos los otros, una variación que la fijeza de los otros parámetros físicos no puede compensar para generar un universo viable.
Algunos ejemplos de constantes del universo que conducen a interrogantes sobre su ajuste fino se analizan a continuación. 

#### Densidad del universo y velocidad de expansión
Barrow y Tipler han demostrado que la expansión del universo no es ni demasiado rápida ni demasiado lenta. En un universo menos denso, la expansión habría prevalecido sobre la gravitación y ninguna estructura podría haberse formado (ni galaxias, ni estrellas, ni planetas). Un universo más denso se habría colapsado demasiado rápido como para permitir que se desarrollara la complejidad. La densidad del universo está muy cerca de la densidad crítica que propicia una expansión razonable y una vida del universo compatible con la aparición de la vida. La relación entre la densidad del universo y la densidad crítica es el parámetro de densidad, Ω, igual a 1 para la densidad crítica.
El problema es que si Ω es significativamente diferente de 1, menor o mayor, ese valor no es estable y entonces diverge. Si Ω>1, la expansión del universo se ralentizaría y se invertiría, y Ω tendería al infinito. Si Ω<1, la expansión del universo continuará hasta el infinito y Ω tenderá a 0. A medida que el valor de Ω difiere, debe haber estado, durante el Big Bang, en un rango de valor extremadamente estrecho alrededor de 1, de modo que, 13 mil millones de años más tarde, en nuestro tiempo, todavía está lo suficientemente cerca de 1.
Ese rango de valores es de 10-60 alrededor de 1. Esa cifra es tan pequeña que Trinh Xuan Thuan calculó que corresponde a la probabilidad de que un arquero alcanzase un objetivo de 1 cm² situado en el otro extremo del universo, disparando a ciegas una única flecha desde la Tierra sin saber en qué dirección esta el objetivo.
Según la mayoría de los científicos, este problema se resuelve con la inflación cósmica que tuvo lugar justo después del Big Bang. Ese período de inflación tiene el efecto de suavizar una curvatura espacial aleatoria del universo en el momento del Big Bang, para hacerlo casi plano. entonces una curvatura plana corresponde, por definición, a una densidad del universo igual a la densidad crítica. Así que es lógico y natural, si el modelo de inflación cósmica es correcto, que el parámetro Ω haya sido casi igual a 1 al comienzo del universo. El modelo de inflación actualmente es bien aceptado por la comunidad científica, habiendo conducido notablemente a predicciones verificadas y medidas a propósito de las fluctuaciones en la radiación de fondo de microondas.

#### Las masas del neutrón y del protón
La masa del neutrón es un poco más grande que la del protón: {\displaystyle m_{n}-m_{p}=1.29MeV}. Esto conduce a la desintegración rápida del neutrón (libre) en un protón, mientras que el protón es muy estable (su vida útil es de al menos 1034 años). Si fuera al contrario ({\displaystyle m_{n}-m_{p}<0}), sería el protón el que se desintegraría en un neutrón (que sería estable) y las reacciones de fusión se basarían en neutrones, que formarían núcleos desnudos de todas las masas. El único material del universo sería entonces el neutronio, los elementos químicos no podrían formarse (ver abajo) y la vida no podría desarrollarse.
Además, los neutrones en el interior de un núcleo atómico no se desintegran (aparte de la radiactividad beta), asegurando la estabilidad de los núcleos atómicos. Para que este sea el caso, es necesario que la energía del enlace {\displaystyle El} sea mayor que la diferencia de masa entre un neutrón y la masa agregada de un protón y un electrón ({\displaystyle El>m_{n}-(m_{p}+m_{e})}). Esto le da otro límite, superior, a {\displaystyle m_{n}-m_{p}}, del orden de 10 MeV.
Finalmente, otro fenómeno puede comprometer la estabilidad de los protones: si {\displaystyle m_{n}-m_{p}<m_{e}+m_{\nu }} ({\displaystyle m_{\nu }} siendo la masa de un neutrino), los protones se desintegrarían al reaccionar con un electrón en un neutrón y un neutrino. Esto da un límite inferior de 0,511 MeV a {\displaystyle m_{n}-m_{p}}.
En resumen, la diferencia de masa entre un protón y un neutrón debe estar en el rango de {\displaystyle 0.511MeV<m_{n}-m_{p}<10MeV}. El valor real de 1,29 MeV está dentro de ese rango, que es bastante amplio; el valor podría ser doble o incluso el quíntuple. De acuerdo con el modelo estándar de la física de partículas (incluido el campo electrodébil de Higgs), los neutrones y protones obtienen su masa de la interacción fuerte que no hace ninguna diferencia entre esas dos partículas: como primera aproximación, según esa teoría, los neutrones y los protones tendrían una masa igual.
Si se tiene en cuenta la interacción electrodébil entre estas partículas, se obtiene mediante cálculos teóricos una diferencia de masa entre 1 y 4 MeV (la masa del Quark arriba es mal conocida en este rango), compatible con el valor real. Esta diferencia de masa se puede explicar en el contexto de la física moderna, y no necesita ser ajustada a un rango de valores muy finos.

### La aparición de elementos pesados en el universo
El 98% de la materia visible está compuesto de hidrógeno y helio. Todos los demás elementos (elementos pesados: carbono, hierro, oxígeno en particular, que son los componentes de la materia orgánica del ser humano) solo representan el 2% restante. De acuerdo con la teoría del Big Bang, en ese momento solo  se formaron hidrógeno y helio y todos los demás elementos se formaron en las estrellas en un periodo de varios miles de millones de años. Esta observación llevó a Hubert Reeves a decir que somos «polvo de estrellas». De acuerdo con los defensores del principio antrópico, el hecho de que los organismos vivos y especialmente los humanos estén hechos de la materia más rara que existe en el universo tiende a demostrar que esa sería la finalidad del proyecto cósmico.
En su versión mejorada, el principio antrópico débil se remonta a un artículo de Robert Dicke de 1961. En ese artículo, Dicke señaló que la aparición de la vida, o más generalmente, de cualquier estructura biológica compleja, requeriría la presencia de carbono, y que ello parecía ser el resultado de varias coincidencias favorables.
En ese momento se sabía que el carbono no podía producirse durante la nucleosíntesis primordial, en el momento del Big Bang, sino que tenía que sintetizarse dentro de las estrellas (ver nucleosíntesis estelar). Sin embargo, incluso dentro de las estrellas, el carbono es difícil de sintetizar. La razón es que los dos constituyentes presentes en cantidad en una estrella en el momento de su formación son el hidrógeno y el helio, y que no existe un núcleo atómico estable producido a partir de una colisión entre un núcleo de hidrógeno y un núcleo de helio o entre dos núcleos de helio. Sintetizar elementos más pesados en realidad requiere una colisión entre tres núcleos de helio. La energía de masa de los tres núcleos de helio juntos es, sin embargo, mayor que la de un núcleo de carbono. La síntesis de tal núcleo se ve así desfavorecida. Sin embargo, se encuentra que se permite gracias al hecho de que existe un estado excitado del núcleo de carbono que tiene una energía total (incluyendo la energía de masa del núcleo) que es igual a la de tres núcleos de helio. Es esa coincidencia, resultado a priori del azar, la que permite la producción de elementos más pesados que el helio en las estrellas y, por lo tanto, la vida. Además, la existencia de tal estado de excitación para el carbono fue prevista en 1953 por Fred Hoyle sobre la base de esas constataciones y luego descubierta inmediatamente después.
Fue a Fred Hoyle, a quien se le debe la expresión, al principio peyorativa, de Big Bang, que introdujo en esta ocasión una nueva expresión que conocerá el éxito: «ajuste fino de las constantes universales».[cita requerida]
Este punto de vista no es aceptado por todos los investigadores, con experimentos muy diferentes en diferentes tipos de universo que sugieren que también pueden ocurrir fenómenos de emergencia. Por ejemplo, Fred Adams, de la Universidad Ann Arbor, Míchigan, estima que los objetos que son funcionalmente similares a las «estrellas» de nuestro universo podrían producirse en casi una cuarta parte de los universos que podamos concebir variando tres parámetros físicos fundamentales, que incluyen la constante gravitacional G y la constante de estructura fina α.

### El ajuste de las fuerzas fundamentales de nuestro universo
Hay 4 fuerzas fundamentales en nuestro universo: la fuerza gravitacional, la fuerza fuerte, la fuerza electromagnética y la fuerza débil. Algunos autores creen que si estas fuerzas hubieran sido proporcionalmente diferentes, habrían producido fenómenos incompatibles con la vida.

#### Relación de las fuerzas electromagnética y gravitacional
Según Hugh Ross, citado por muchos autores, la relación de fuerza electromagnética y gravitacional se ajusta con precisión a cerca de 10−40
Según este autor, si la fuerza gravitatoria hubiera sido menos fuerte, no habría habido ninguna estrella inferior a 1,4 {\displaystyle M_{\odot }} y la vida de las estrellas habría sido demasiado corta y demasiado irregular para permitir la aparición de la vida.
Si la fuerza gravitatoria hubiera sido más fuerte, no habría estrellas de más de 0,8 {\displaystyle M_{\odot }} y ningún elemento pesado, esencial para la vida, se habría producido.

#### Otras fuerzas
Si la fuerza nuclear fuerte hubiera sido ligeramente más débil, muchos elementos hubieran sido radiactivos e inapropiados para la bioquímica, las reacciones nucleares menos energéticas habrían reducido en gran medida la vida de las estrellas. Incluso menos fuerte, y el único elemento que habría existido habría sido el hidrógeno, eliminando cualquier bioquímica posible; las estrellas se habrían colapsado inmediatamente en enanas blancas, o en estrellas de neutrones o en agujeros negros desde que se condensaron.
Si la fuerza nuclear fuerte hubiera sido ligeramente más fuerte, no habría habido hidrógeno, se habría consumido durante la nucleosíntesis primordial en helio (o en elementos más pesados); y las estrellas no tendrían una secuencia principal, y se colapsarían tan pronto como se condensaran.
Si las fuerzas nucleares y electromagnéticas no hubieran tenido sus valores respectivos, no hubieran podido generar la resonancia nuclear del berilio, del carbono y del oxígeno y la producción de los elementos necesarios para la vida basada en estos átomos.

### Carbono y oxígeno
Un ejemplo más antiguo es el estado de Hoyle, el tercer estado de energía más bajo del núcleo de carbono-12, con una energía de 7.656 MeV por encima del nivel del suelo. Según un cálculo, si el nivel de energía del estado fuera inferior a 7.3 o superior a 7.9 MeV, no existiría suficiente carbono para sustentar la vida. Además, para explicar la abundancia de carbono del universo, el estado de Hoyle debe ajustarse aún más a un valor entre 7.596 y 7.716 MeV. Un cálculo similar, centrado en las constantes fundamentales subyacentes que dan lugar a varios niveles de energía, concluye que la fuerza fuerte debe ajustarse a una precisión de al menos el 0,5%, y que la fuerza electromagnética a una precisión de al menos el 4%, para evitar que tanto la producción de carbono como la producción de oxígeno disminuyan significativamente. El astrofísico Fred Hoyle concluyó que:
Algún intelecto supercalculador debe haber diseñado las propiedades del átomo de carbono, de lo contrario, la posibilidad de que yo encuentre tal átomo a través de las fuerzas ciegas de la naturaleza sería completamente minúscula... Una interpretación de sentido común de los hechos sugiere que un superintelecto ha jugado con la física, así como con la química y la biología, y que no hay fuerzas ciegas de las que valga la pena hablar en la naturaleza. Los números que uno calcula a partir de los hechos me parecen tan abrumadores como para poner esta conclusión casi fuera de toda duda.

El físico teórico Paul Davies criticó el famoso argumento de Hoyle:
Muchos parámetros clave de la física no parecen estar fuertemente limitados por la biología. Tomemos el ejemplo tan citado de la abundancia de carbono. La existencia del carbono como elemento de larga vida depende de la relación entre las fuerzas electromagnéticas y las nucleares fuertes, que determina la estabilidad del núcleo. Pero los núcleos mucho más pesados que el carbono son estables, por lo que el elemento que da vida se encuentra cómodamente dentro del rango de estabilidad. La fuerza electromagnética podría ser sustancialmente más fuerte, sin amenazar la estabilidad del carbono. Por supuesto, si fuera más fuerte, entonces la resonancia nuclear específica responsable de la abundancia de carbono sería inoperable, pero no está claro qué tan grave sería esto. La vida podría surgir, aunque más escasamente, en un universo donde el carbono fuera simplemente un elemento traza, o podría haber abundante carbono debido a diferentes resonancias nucleares.

## Otros ejemplos
Martin Rees formula el ajuste fino del universo en términos de las siguientes seis constantes físicas adimensionales.
- N, la relación entre la fuerza del electromagnetismo y la fuerza de la gravedad para un par de protones es, aproximadamente, de 1036. Según Rees, si fuera significativamente más pequeña, solo podría existir un universo pequeño y de corta duración.[28]
- Epsilon (ε), una medida de la eficiencia nuclear de la fusión de hidrógeno a helio, es 0.007: cuando cuatro nucleones se fusionan en helio, 0.007 (0.7%) de su masa se convierte en energía. El valor de ε está determinado en parte por la fuerza de la fuerza nuclear fuerte.[29] Si ε fuera 0.006, solo podría existir hidrógeno, y la química compleja sería imposible. Según Rees, si estuviera por encima de 0.008, no existiría hidrógeno, ya que todo el hidrógeno se habría fusionado poco después del big bang. Otros físicos no están de acuerdo, calculando que un hidrógeno sustancial permanece mientras la constante de acoplamiento de la fuerza fuerte aumente en menos de aproximadamente el 50%.[11][28]
- Omega (Ω), comúnmente conocido como el  parámetro de densidad, es la importancia relativa de la gravedad y la energía de expansión en el universo. Es la relación de la densidad de masa del universo a la "densidad crítica" y es de aproximadamente 1. Si la gravedad fuera demasiado fuerte en comparación con la energía oscura y la expansión métrica inicial, el universo se habría colapsado antes de que la vida pudiera haber evolucionado. Por otro lado, si la gravedad fuera demasiado débil, no se habrían formado estrellas.[28][30]

- Lambda (λ), comúnmente conocida como la constante cosmológica, describe la relación entre la densidad de la energía oscura y la densidad de energía crítica del universo, dadas ciertas suposiciones razonables, como afirmar que la densidad de la energía oscura es una constante. En términos de unidades de Planck, y como valor natural adimensional, la constante cosmológica, λ, es del orden de 10−122.[31] Esto valor es tan pequeño que no tiene un efecto significativo sobre las estructuras cósmicas que son más pequeñas de mil millones de años luz. Si la constante cosmológica no fuera extremadamente pequeña, las estrellas y otras estructuras astronómicas no podrían formarse.[28]

- Q, la relación de la energía gravitacional requerida para separar una gran galaxia con el equivalente de energía de su masa, es de alrededor de 10−5. Si fuera demasiado pequeña, no se podrían formar estrellas. Si fuera demasiado grande, ninguna estrella podría sobrevivir porque el universo sería demasiado violento, según Rees.[28]

- D, el número de dimensiones espaciales en el espacio-tiempo, es 3. Rees afirma que la vida no podría existir si hubiera 2 o 4 dimensiones del espacio-tiempo ni si existiera alguna otra dimensión temporal que no fuera 1 en el espacio-tiempo.[28]

## Posibles explicaciones naturalistas
Hay argumentos de ajuste fino que son naturalistas.: 125  Primero, como se mencionó en la sección «Premisa», el ajuste fino podría ser una ilusión: no se sabe el número real de constantes físicas independientes, que podría ser pequeño e incluso reducirse a una. Y tampoco se conocen las leyes de la «fábrica de universos potenciales», es decir, el rango y la distribución estadística que rigen la «elección» para cada constante (incluida nuestra elección arbitraria de unidades y del conjunto preciso de constantes).
Aun así, a medida que la cosmología moderna se desarrollaba, se propusieron varias hipótesis que no suponían un orden oculto. Uno es un universo oscilatorio o un multiverso, en el que se postulan constantes físicas fundamentales para conducirse a sí mismas hasta valores aleatorios en diferentes iteraciones de la realidad. Según esta hipótesis, partes separadas de la realidad tendrían características muy diferentes. En tales escenarios, la aparición del ajuste fino se explica como consecuencia del principio antrópico débil y del sesgo de selección (específicamente del sesgo del superviviente) de que solo en aquellos universos con constantes fundamentales hospitalarias para la vida (como el universo que observamos) surgirian y evolucionarían seres vivos capaces de reflxionar sobre las cuestiones de los orígenes y los ajustes. Todos los demás universos serían completamente ignorados por tales seres.

### Multiverso
La posibilidad de que el Universo podría haber sido diferente hace pensar en si existe un Universo diferente al nuestro para probar que el nuestro Universo puede ser diferente. En otras palabras, el ajuste fino inevitablemente hace pensar en el multiverso.
La hipótesis del multiverso propone la existencia de muchos universos con diferentes constantes físicas, algunos de ellos hospitalarios para la vida inteligente. Debido a que somos seres inteligentes, no es sorprendente que nos encontremos en un universo hospitalario si existe tal multiverso. Por lo tanto, se cree que la hipótesis del multiverso proporciona una explicación elegante del hallazgo de que existimos a pesar de la sintonización precisa requerida. Según Alan Guth, los modelos cosmológicos de inflación eterna predicen la existencia de multiversos, lo cual proporcionaría una explicación científica del principio antrópico.
La idea del multiverso ha llevado a una investigación considerable sobre el principio antrópico y ha sido de particular interés para los físicos de partículas, porque las teorías del todo generan aparentemente gran número de universos en los que las constantes físicas varían ampliamente. Hasta el momento, no hay evidencia de la existencia de un multiverso, pero algunas versiones de la teoría hacen predicciones de las que algunos investigadores que estudian la teoría M y las fugas de gravedad esperan ver alguna evidencia pronto. Algunas teorías del multiverso no son falsables, por lo que muchos científicos son reacios a considerar como «científica» a cualquier teoría del multiverso. La profesora de UNC-Chapel Hill, Laura Mersini-Houghton, afirmó que el punto frío de WMAP podía proporcionar pruebas empíricas comprobables para un universo paralelo, aunque esta afirmación fue refutada recientemente ya que se descubrió que el punto frío de WMAP no era más que un artefacto estadístico. Variantes de este enfoque incluyen la noción de selección natural cosmológica de Lee Smolin, el universo ecpirótico y la teoría del universo de la burbuja.
Los críticos de las explicaciones relacionadas con el multiverso argumentan que no hay evidencias independientes de que existan otros universos. Algunos critican la inferencia del ajuste fino para la vida a la existencia de un multiverso como falaz, mientras que otros la defienden contra ese desafío. William Lane Craig afirma que el multiverso "no es incompatible con el teísmo" y que "no hay evidencia directa de su existencia”.

#### Falacia del jugador inverso
Ian Hacking criticó que las respuestas del argumento del diseño donde nuestro universo es el último de una larga secuencia temporal de universos, centrándose en la teoría del universo oscilante, comete una falacia inversa del jugador, donde se concluye que es probable que un proceso aleatorio haya ocurrido muchas veces antes si surge un resultado improbable. Philip Goff sostiene que el multiverso también comete dicha falacia.
John Leslie señala una diferencia entre la observación del doble seis y la observación del ajuste fino, a saber, que la primera no es necesaria (la tirada podría haber salido diferente) mientras que la segunda es necesaria (nuestro universo debe albergar vida, lo que significa ex hypothesi que debemos ver un ajuste fino). Sugiere la siguiente analogía: en lugar de ser convocados a una habitación para observar una tirada particular de dados, se nos dice que seremos convocados a la habitación inmediatamente después de una tirada de seises dobles. En esta situación, puede ser bastante razonable, al ser convocado, concluir con mucha confianza que no estamos viendo la primera tirada.
Darren Bradley sostiene que dado que la probabilidad de que nuestro universo ajustado finamente exista si hay un Multiverso es mayor en lugar de solo un Universo no se comete la falacia del jugador inverso.

#### Problema de la medida
Refiriéndose al multiverso, Alan Guth señala que no se puede calcular que universos serían favorables para la vida porque "no existe una forma inequívoca de comparar infinitos, no hay una forma clara de decir que algunos tipos de eventos son comunes y otros tipos de eventos son raros". Este dificultad sobre cómo calcular las proporciones de universos de diferentes tipos dentro de un multiverso se denomina problema de la medida.

### Cosmología arriba-abajo
Stephen Hawking, junto con Thomas Hertog del CERN, propusieron que las condiciones iniciales del universo consistían en una superposición de muchas condiciones iniciales posibles, y que solo una pequeña fracción de las cuales contribuía a las condiciones que se ven hoy en día. Según su teoría, es inevitable que encontremos las constantes físicas «ajustadas» de nuestro universo, ya que el universo actual «selecciona» solo aquellas historias pasadas que condujeron a las condiciones actuales. De esta manera, la cosmología de arriba hacia abajo proporciona una explicación antrópica de por qué nos encontramos en un universo que permite la materia y la vida, sin invocar la existencia ontológica del multiverso.

## Diseño extraterrestre
Otra hipótesis es que el universo puede haber sido diseñado por extraterrestres extra-universales. Algunos creen que esto resolvería el problema de cómo podría llegar a existir un diseñador o equipo de diseño capaz de ajustar el universo. El cosmólogo Alan Guth cree que los humanos, con el tiempo, podrán generar nuevos universos. Lo que implica que las entidades inteligentes anteriores. pueden haber generado nuestro universo. Esta idea lleva a la posibilidad de que los diseñadores/diseñadores extraterrestres sean ellos mismos el producto de un proceso evolutivo en su propio universo, que por lo tanto debe ser capaz de sostener la vida. Sin embargo, también plantea la cuestión de dónde vino ese universo, lo que lleva a una regresión infinita.
La teoría del universo de un diseñador de John Gribbin sugiere que el universo podría haber sido creado deliberadamente por una civilización avanzada en otra parte del Multiverso, y que esa civilización puede haber sido la responsable de causar el Big Bang.

## Disputas sobre la existencia y alcance del ajuste fino
El físico Paul Davies ha afirmado que «la tentación de creer que el Universo es el producto de algún tipo de diseño... es abrumadora» y que «ahora hay un amplio acuerdo entre los físicos y los cosmólogos de que el universo está, en muchos aspectos, 'afinado' para la vida». Sin embargo, continúa, «la conclusión no es tanto que el universo está afinado para la vida, sino que está afinado para los bloques de construcción y los entornos que la vida requiere».
Pero el propio Davies rechaza el diseño inteligente. Por su parte, Davies sostuvo «si hay un significado último para la existencia, como creo que es el caso, la respuesta se encuentra dentro de la naturaleza, no más allá de ella. De hecho, el universo podría ser un ajuste, pero si es así, se ha ajustado a sí mismo».
También afirma que «el razonamiento 'antrópico' no distingue entre los universos mínimamente biofílicos, en los que la vida está permitida, pero solo es marginalmente posible, y los universos óptimamente biofílicos, en los que la vida florece porque la abiogénesis ocurre con frecuencia». Entre los científicos que encuentran que la evidencia es persuasiva, se han propuesto diversas explicaciones, como el principio antrópico y los universos múltiples. George F. R. Ellis afirma que «ninguna observación astronómica posible puede ver esos otros universos. Los argumentos son, en el mejor de los casos, indirectos. E incluso si el multiverso existe, deja sin explicación los profundos misterios de la naturaleza». Davies respalda con mayor seguridad la teoría del multiverso declarando que "alguna versión de un multiverso es razonable dada la visión actual del mundo de la física".
Respecto a la energía oscura recientemente descubierta y a su implicación en la constante cosmológica, Leonard Susskind dice: «El gran misterio no es por qué hay energía oscura. El gran misterio es por qué hay tan poca 10−122 ... El hecho de que estamos justo al filo de la existencia, [que] si la energía oscura fuera mucho más grande, no estaríamos aquí, ese es el misterio». Una cantidad ligeramente mayor de energía oscura, o un valor ligeramente mayor de la constante cosmológica habría hecho que el espacio se expandiera lo suficientemente rápido como para que las galaxias no se formaran. A pesar de eso, Susskind no ve necesariamente que el universo esté bien afinado, lo que sugiere que algunas partes del "megaverso" en el que vivimos podrían ser, por casualidad, adecuadas para el surgimiento de la vida, mientras que otras partes podrían no serlo.
Steven Weinberg rechaza el argumento sobre el ajuste fino del ciclo del carbono, argumentando que «el ajuste fino de las constantes de la naturaleza aquí no parece tan bueno». Reconoce que actualmente no tiene una explicación (aparte de un multiverso) para la pequeñez de la constante cosmológica, pero advierte que «Todavía es demasiado pronto para decir si hay algún principio fundamental que pueda explicar por qué la constante cosmológica debe ser así de pequeña».
El físico Victor Stenger se opuso al ajuste fino, y especialmente al uso teísta de los argumentos del ajuste fino. Sus numerosas críticas incluyeron lo que él llamó «la suposición totalmente injustificada de que solo la vida basada en el carbono es posible». A su vez, el astrofísico Luke Barnes ha criticado gran parte del trabajo de Stenger.
La validez de los ejemplos de ajuste fino a veces se cuestiona sobre la base de que dicho razonamiento es un antropomorfismo subjetivo aplicado a las constantes físicas naturales. Los críticos también sugieren que la afirmación de un universo afinado y del principio antrópico son esencialmente tautologías.
El argumento del universo afinado también ha sido criticado como un argumento por falta de imaginación, ya que no asume otras formas de vida, a veces referidas como chovinismo del carbono. Conceptualmente, la bioquímica alternativa u otras formas de vida son posibles. Al respecto, Stenger argumentó: «No tenemos ninguna razón para creer que nuestro tipo de vida basada en el carbono es todo lo que es posible. Además, la cosmología moderna teoriza que múltiples universos pueden existir con diferentes constantes y leyes de la física. Por lo tanto, no es sorprendente que vivamos en la que más nos conviene. El universo no está afinado a la vida; la vida está afinada al universo».
Además, los críticos argumentan que los humanos están adaptados al universo a través del proceso de evolución, en lugar de que el universo se adapte a los humanos (ver el pensamiento de charco, a continuación). También lo ven como un ejemplo de la falla lógica de la arrogancia o el antropocentrismo en su afirmación de que los seres humanos son el propósito del universo.

## Concepciones religiosas
Al igual que con la evolución teísta, individualmente algunos científicos, teólogos y filósofos, así como ciertos grupos religiosos, argumentan que la Divina Providencia o la creación son los responsables del ajuste fino.
El filósofo cristiano Alvin Plantinga argumenta que la casualidad aleatoria, aplicada a un solo y único universo, solo plantea la cuestión de por qué este universo podría ser tan «afortunado» como para tener condiciones precisas que sustentasen la vida al menos en algún lugar (la Tierra) y Tiempo (dentro de millones de años del presente).

Una reacción a estas aparentes enormes coincidencias es verlas como justificativas de la afirmación teísta de que el universo ha sido creado por un Dios personal y como proveedoras del material para un argumento teísta adecuadamente restringido, de ahí el argumento de ajuste fino. Es como si hubiera una gran cantidad de diales que deban ajustarse dentro de límites extremadamente estrechos para que la vida sea posible en nuestro universo. Es extremadamente improbable que esto suceda por casualidad, pero es mucho más probable que suceda, si existe una persona como Dios.
One reaction to these apparent enormous coincidences is to see them as substantiating the theistic claim that the universe has been created by a personal God and as offering the material for a properly restrained theistic argument—hence the fine-tuning argument. It's as if there are a large number of dials that have to be tuned to within extremely narrow limits for life to be possible in our universe. It is extremely unlikely that this should happen by chance, but much more likely that this should happen, if there is such a person as God.
The Dawkins Confusion: Naturalism ad absurdum, Alvin Plantinga

Plantinga comparó un universo afinado para la vida con una muy improbable partida de póquer (ej. un jugador que gana varias partidas seguidas con la mejor mano posible). Con esta analogía, Plantinga concluye que es más probable que alguien haya hecho trampas en lugar de que haya una sucesión infinita de universos, de modo que alguien siempre gane limpiamente.
Este afinamiento del universo es citado por el filósofo y apologista cristiano William Lane Craig como una evidencia de la existencia de Dios o de alguna forma de inteligencia capaz de manipular (o diseñar) la física básica que gobierna el universo. Craig formula el siguiente argumento teleológico basado en el ajuste fino:

1. El ajuste fino del universo se debe a la necesidad física, al azar o al diseño. 
2. No se debe a la necesidad física o al azar. 
3. Por lo tanto, se debe al diseño.
1. The fine-tuning of the universe is due to either physical necessity, chance, or design.
2. It is not due to physical necessity or chance.
3. Therefore, it is due to design.
«The New Atheism and Five Arguments for God, 4. The Teleological Argument from Fine-tuning», William Lane Craig

Craig sostiene, sin embargo, «que el postulado de un Diseñador divino no resuelve para nosotros la cuestión religiosa».
El filósofo y teólogo Richard Swinburne llega a la conclusión del diseño utilizando la probabilidad bayesiana.
El científico y teólogo Alister McGrath ha señalado que el ajuste fino del carbono es incluso responsable de la capacidad de la naturaleza para sintonizarse a sí misma en cualquier grado.

Todo el proceso evolutivo biológico depende de la química inusual del carbono, que le permite unirse a sí mismo, así como a otros elementos, creando moléculas altamente complejas que son estables a las temperaturas terrestres prevalecientes, y son capaces de transmitir información genética (especialmente el ADN). […] Mientras que podría argumentarse que la naturaleza crea su propio ajuste fino, esto solo puede hacerse si los constituyentes primordiales del universo son tales que se puede iniciar un proceso evolutivo. La química única del carbono es la base fundamental de la capacidad de la naturaleza para sintonizarse.
The entire biological evolutionary process depends upon the unusual chemistry of carbon, which allows it to bond to itself, as well as other elements, creating highly complex molecules that are stable over prevailing terrestrial temperatures, and are capable of conveying genetic information (especially DNA). […] Whereas it might be argued that nature creates its own fine-tuning, this can only be done if the primordial constituents of the universe are such that an evolutionary process can be initiated. The unique chemistry of carbon is the ultimate foundation of the capacity of nature to tune itself.
A fine-tuned universe: the quest for God in science and theology, Alister McGrath (2009)

El físico teórico y sacerdote anglicano John Polkinghorne ha declarado: «El ajuste antrópico es demasiado notable como para ser considerado como un feliz accidente».
El cardenal arzobispo de Viena Christoph Schönborn, escribió en el New York Times: "La hipótesis del multiverso en cosmología [fue] inventada para evitar la abrumadora evidencia de propósito y diseño que se encuentra en la ciencia moderna".

### Diseño inteligente
Los defensores del diseño inteligente argumentan que ciertas características del universo y de los seres vivos se explican mejor por una causa inteligente, y no por un proceso no dirigido, como la selección natural. El argumento del universo afinado es una premisa central o se presenta como dado en muchas de las obras publicadas de destacados defensores de los diseños inteligentes, como William A. Dembski y Michael Behe.

### Contraargumentos

#### Cálculo de probabilidades
El matemático Klaas Landsman criticó que el argumento del ajuste fino supone que las “constantes” físicas son igualmente variables, pero "la ciencia no está lo suficientemente avanzado como para decidir entre el azar y la necesidad en relación con las leyes de la naturaleza y el comienzo del Universo". Aun si lo fueran "no está del todo claro hasta qué punto pueden variar", por lo que cualquier probabilidad sería imposible de calcular. Timothy McGrew, Lydia McGrew y Eric Vestrup criticaron que en los argumentos del ajuste fino "los intervalos estrechos no producen ninguna probabilidad porque la función de medida resultante no es normalizable".
El físico de partículas Victor J. Stenger (1935 - 2014) señaló en The Fallacy of Fine-Tuning que el ajuste fino solo puede obtener su "rango estrecho" variando una única constante y manteniendo todas las demás fijas, pero cuando si se permite que todas las constantes varíen libremente, el número de configuraciones que permiten los requisitos básicos para la vida compleja termina siendo más alto. Por ejemplo, un universo sin la fuerza nuclear débil (Ver: Weakless universe). Stenger respalda estos puntos con su propia investigación y su programa web MonkeyGod que permite evocar "universos de juguete" con diferentes físicas subyacentes.

Todas las afirmaciones sobre el ajuste fino de las fuerzas de la naturaleza se han referido a los valores de las fuerzas en nuestro universo actual. Se supone que son constantes, pero, según la teoría establecida (incluso sin supersimetría), varían con la energía.
All the claims of the fine-tuning of the forces of nature have referred to the values of the force strengths in our current universe. They are assumed to be constants, but, according to established theory (even without supersymmetry), they vary with energy.
The Fallacy of Fine-Tuning (2011), Victor J. Stenger

Mark Colyvan, Jay L. Garfield y Graham Priest argumentaron que el si se calcula la probabilidad de la existencia de un ajustado finamente para la vida entre todas las combinaciones de constantes sería cero (o infinitesimal). Por ejemplo, si se lanza un dado de lados infinitos, en realidad no se sigue que un lado que aparece diez veces más que otro aparecerá diez veces más cuando se lanza, precisamente porque las reglas de la aritmética finita que implicarían esa conclusión no se aplica a cantidades infinitas. "Aceptar que el universo tal como lo encontramos tiene probabilidad cero significa que la probabilidad condicional de cualquier hipótesis relativa a los datos de ajuste fino no está definida [...] luego, según esta suposición, ninguna hipótesis es capaz de aumentar la probabilidad de un universo ajustado; si la probabilidad es cero, permanece en cero". Este problema también afecta al multiverso (véase Problema de la medida).
El matemático Michael Ikeda y el astrónomo William H. Jefferys han argumentado que el principio antrópico y el efecto de selección no se tienen debidamente en cuenta en el argumento del ajuste fino por un diseñador, y que al tomarlos en cuenta, el ajuste fino no apoya la hipótesis del diseñador. Michael Ikeda y William H. Jefferys declararon que el argumento del ajuste fino es inválido porque asume que si la probabilidad de que un universo sea favorable a la vida (dado el naturalismo) es pequeña entonces la probabilidad de que el naturalismo sea verdadero si el universo es favorable para la vida. De la misma forma, la probabilidad de tener una escalera real para ganar una partida de póquer no es igual a la probabilidad de ganar una partida de póquer con una escalera real. El filósofo de la ciencia Elliott Sober da un argumento similar.
El físico teórico Lawrence M. Krauss sostiene que "es un error familiar de elaborar todos los factores responsables de algún evento específico y calcular todas las probabilidades como si fueran independientes"; y que "cuando consideramos la evolución de la vida en la Tierra, tenemos que preguntarnos qué factores podrían haber sido diferentes y aún así haber permitido la vida inteligente". Por ejemplo, la extinción de los dinosaurios permitió abrir un nuevo nicho evolutivo para los mamíferos.

#### Hipótesis fallida
El físico Robert L. Park también ha criticado la interpretación teísta del ajuste fino:

Si el universo fue diseñado para la vida, debe decirse que es un diseño sorprendentemente ineficiente. Hay vastos alcances del universo en el que la vida tal como la conocemos es claramente imposible: las fuerzas gravitacionales serían aplastantes, o los niveles de radiación son demasiado altos para que existan moléculas complejas, o las temperaturas harían imposible la formación de enlaces químicos estables ... ¿Afinado para la vida? Tendría más sentido preguntar por qué Dios diseñó un universo tan inhóspito para la vida.
If the universe was designed for life, it must be said that it is a shockingly inefficient design. There are vast reaches of the universe in which life as we know it is clearly impossible: gravitational forces would be crushing, or radiation levels are too high for complex molecules to exist, or temperatures would make the formation of stable chemical bonds impossible... Fine-tuned for life? It would make more sense to ask why God designed a universe so inhospitable to life.
Park, Robert L

Victor J. Stenger argumenta en God: The Failed Hypothesis que Dios como explicación científica para el ajuste fino del universo es una hipótesis fallida porque "el universo y la vida se ven exactamente como se espera que se vean si no hay Dios" e incluso se llega a dos predicciones contradictorias. En la primera "el universo es tan compatible con la vida que el universo debe haber sido creado" y entonces "deberíamos esperar que la vida evolucione por procesos naturales"; y en la segunda ("que se escucha de los creacionistas y los antievolucionistas") que "el universo es tan desagradable para la vida que la vida debe haber sido creada" y entonces "es demasiado improbable que la vida haya evolucionado de forma natural".
Teodoro M. Drange (n. 1934) critica que la hipótesis teista «no proporciona ninguna información sobre cómo se supone que Dios creó algo o cómo se supone que “ajustó” las constantes físicas del universo». Además, surgen cuestiones como ¿Si Dios tuvo interés en crear un universo con sistemas orgánicos conscientes, por qué, entonces, tardó tanto en realizarlos? ¿Por qué se limitó al planeta Tierra? ¿Y por qué, entonces, no estableció la evolución de una manera que causara menos sufrimiento a los organismos involucrados en ella?
Richard Carrier (n. 1969) en su libro Why I Am Not a Christian, defendió que el naturalismo predice mejor el comportamiento y descripción del universo que la hipótesis de un Dios omnipotente y omnibenevolente del cristianismo.

Incluso la propuesta cristiana de que Dios diseñó el universo, de hecho "finamente ajustado" para que sea el mecanismo perfecto para producir vida, falla en predecir el universo que vemos. Un universo perfectamente diseñado para la vida lo produciría y sostendría fácil, rápida y abundantemente. La mayor parte del contenido de ese universo sería propicio para la vida o beneficiaría a la vida. Sin embargo, eso no es lo que vemos. En cambio, casi todo el universo es letal para la vida; de hecho, si colocamos todo el vacío letal del espacio exterior inundado de radiación letal en un área del tamaño de una casa, nunca encontrará la mancha de área comparativamente microscópica que sostiene la vida. ¿Llegaría a la conclusión de que la casa fue construida para servir y beneficiar a esa mota subatómica? Difícilmente. Sin embargo, esa es la casa en la que vivimos. La teoría cristiana falla completamente en predecir esto mientras que el ateísmo predice exactamente esto.
Even the Christian proposal that God designed the universe, indeed “finely tuned” it to be the perfect mechanism for producing life, fails to predict the universe we see. A universe perfectly designed for life would easily, readily, and abundantly produce and sustain it. Most of the contents of that universe would be conducive to life or benefit life. Yet that is not what we see. Instead, almost the entire universe is lethal to life—in fact, if we put all the lethal vacuum of outer space swamped with deadly radiation into an area the size of a house, you would never find the comparably microscopic speck of area that sustains life. Would you conclude that the house was built to serve and benefit that subatomic speck? Hardly. Yet that is the house we live in. The Christian theory completely fails to predict this—while atheism predicts exactly this.
Why I Am Not a Christian (2006), Richard Carrier

Este tipo de argumentos se conocen como "argumentos de escala" donde "los seres humanos juegan un papel tan marginal, está fuera de lugar con lo que esperaríamos de un Dios que fue benévolo con los humanos".

#### Parámetros para la vida
El cosmólogo Sean M. Carroll en un debate William Lane Craig criticó que el ajuste fino asume que solo pueden formarse vida es las condiciones que conocemos (basada en el carbono) y omiten otras formas de vida posibles (como las formadas por silicio, boro, arsénico, azufre, etc).

Ciertamente es cierto que si cambias los parámetros de la naturaleza, nuestras condiciones locales que observamos a nuestro alrededor cambiarían mucho. Lo concedo rápidamente. No concedo por lo tanto la vida no podría existir. Comenzaré a conceder eso una vez que alguien me diga las condiciones bajo las cuales puede existir la vida. ¿Cuál es la definición de vida, por ejemplo? Si se trata solo de procesamiento de información, pensamiento o algo así, hay una gran cantidad de posibilidades. Suenan muy "ciencia ficción" pero, de nuevo, eres tú quien está cambiando los parámetros del universo. Los resultados van a sonar como si vinieran de una novela de ciencia ficción. Lamentablemente, simplemente no sabemos si la vida podría existir si las condiciones de nuestro universo fueran muy diferentes porque solo vemos el universo que vemos.

Mark Colyvan, Jay L. Garfield y Graham Priest utilizaron esta reducción al absurdo para criticar del enfoque antropocéntrico del ajuste fino:

Por ejemplo, esto último presupone que lo importante es la vida basada en el carbono. Pero, ¿por qué no la aparición de la televisión o el programa de concursos Wheel of Fortune? Presumiblemente, el rango de constantes requeridas para la inmersión de la Wheel of Fortune sería al menos tan pequeño como el intervalo que permite la vida basada en el carbono. Por lo tanto, parece estar a la vista un argumento para un programa de juegos que ama a Dios.
For example, the latter presupposes that it’s carbon-based life that’s important. But why not the emergence of television or the game show Wheel of Fortune? Presumably, the range of constants required for the immergence of Wheel of Fortune would be at least as small as the interval permitting carbon-based life. Thus, an argument for a game-show loving God seems to be in the offing.

#### Falacia del ajuste fino
El físico de partículas Victor J. Stenger sostiene que «el argumento de ajuste fino y otros argumentos recientes de diseño inteligente son versiones modernas del razonamiento de Dios de los vacíos, donde se considera necesario un Dios siempre que la ciencia no haya explicado por completo algún fenómeno». Stenger sostiene que la ciencia puede proporcionar una explicación si se formula una Teoría de Todo, que se dice que puede revelar conexiones entre las constantes físicas. Un cambio en una constante física puede ser compensado por un cambio en otra, lo que sugiere que el ajuste fino aparente del universo es una falacia porque, al formular la hipótesis del ajuste fino aparente, es erróneo variar un parámetro físico mientras se mantienen los otros constante.

En The Fallacy of Fine-Tuning, Stenger criticó las formulaciones del argumento del ajuste fino para la existencia de Dios basándose en sus investigaciones. Reconoce que el multiverso es la explicación más sencilla del ajuste fino Stenger se limita a un solo universo. Señaló que solo puede obtenerse su "rango estrecho" variando una única constante y manteniendo todas las demás fijas, pero cuando si se permite que todas las constantes varíen libremente, el número de configuraciones que permiten los requisitos básicos para la vida compleja termina siendo más alto. El físico Anthony Aguire examinó que cuando se varían simultáneamente seis parámetros cosmológicos en órdenes de magnitud podía construir cosmologías en las que "las estrellas, los planetas y la vida inteligente pueden surgir plausiblemente". Por ejemplo, si la fuerza nuclear débil hubiera sido un poco más fuerte o más débil, las reacciones que convierten los neutrones en protones, y viceversa, no serían posibles. Sin embargo, existen es realmente posible demostrar teóricamente universos funcionales en ausencia total de una fuerza nuclear débil mediante varias modificaciones del Modelo Estándar de la física de partículas (Ver: Weakless universe). Según Stenger los teistas confunden las fuerzas fundamentales como constantes en lugar de ser derivadas de otras.
“Todas las afirmaciones sobre el ajuste fino de las fuerzas de la naturaleza se han referido a los valores de las fuerzas en nuestro universo actual. Se supone que son constantes, pero, según la teoría establecida (incluso sin supersimetría), varían con la energía”.
Stenger respalda estos puntos con su propia investigación y su programa web MonkeyGod que permite evocar "universos de juguete" con diferentes físicas subyacentes. Aunque no afirma haber mostrado resultados profundos, Stenger afirma que son "útiles para darnos una idea de la dependencia de ciertas cantidades en los parámetros básicos de la física" y que es "interesante que una amplia gama de constantes físicas fundamentales darán estrellas de larga duración, un requisito previo probable para la vida".

#### Electrones enamorados
El argumento del ajuste fin establece que dada las constantes físicas que permiten la vida consciente, una mente como la de un Dios probablemente las estableció. Neil Sinhababu objeta que "la vida inteligente es posible bajo una amplia gama de constantes físicas porque es metafísicamente posible que las leyes psicofísicas puedan ser mucho más favorables a la mente que las que existen en la actualidad", de la misma forma que podrían haber sido más hostiles como en los zombis filosófico (cerebros sin consciencia o qualia) de David Chalmers. Sinhababu sugiere que si las leyes psicofísicas son más amigables con la mente "los propios protones y electrones podrían tener mentes como las nuestras", así, cuando un electrón y un protón forman un átomo de hidrógeno se "enamoran", lo cual demostraría que las "constantes físicas afinadas que permiten que cuerpos y cerebros como los nuestros no sean necesarios para que el amor y otros estados mentales". (Ver: Ley de Weber-Fechner) Entonces "si los defensores del argumento del ajuste fino van a afirmar que Dios tiene una mente sin siquiera tener un cuerpo físico, la puerta está abierta de par en par para el romance protón-electrón". Desde un punto de vista fisicalista Sinhababu admite "haya algo sorprendente en los electrones con mente, pero si son posibles diferentes leyes psicofísicas, es el mismo tipo de cosas sorprendentes en los cerebros con mente". Además, si un Dios inmaterial y todopoderoso pudiera crear mentes no se limitaría a la física y la química para construir universos.

## En la cultura popular
La teoría del charco (Puddle theory) es un término acuñado por Douglas Adams para satirizar los argumentos de que el universo está hecho para el hombre. Como se afirma en el libro de Adams, The Salmon of Doubt [El salmón de la duda]:

Imagínese un charco que se levanta una mañana y piensa: «Este es un mundo interesante en el que me encuentro, un agujero interesante en el que me encuentro, me encaja bastante bien, ¿no es así? De hecho, me queda asombrosamente bien, ¡debe haber sido hecho para tenerme en él!» Esta es una idea tan poderosa que a medida que el sol sale en el cielo y el aire se calienta y que, gradualmente, el charco se hace cada vez más pequeño, sigue aferrándose frenéticamente a la idea de que todo va a estar bien, porque este mundo estaba destinado a tenerlo en él, fue creado para tenerlo en él; así que en el momento en que desaparece lo atrapa por sorpresa. Creo que esto puede ser algo a lo que tenemos que estar atentos.
Imagine a puddle waking up one morning and thinking, “This is an interesting world I find myself in, an interesting hole I find myself in, fits me rather neatly, doesn't it? In fact, it fits me staggeringly well, must have been made to have me in it!” This is such a powerful idea that as the sun rises in the sky and the air heats up and as, gradually, the puddle gets smaller and smaller, it's still frantically hanging on to the notion that everything's going to be all right, because this World was meant to have him in it, was built to have him in it; so the moment he disappears catches him rather by surprise. I think this may be something we need to be on the watch out for.

El argumento del ajuste fino también fue expresado por el personaje de Sheldon Cooper en la serie El joven Sheldon.